# Plan de numérotation nord-américain
Le plan de numérotage nord-américain (North American Numbering Plan ou NANP) est un système intégré de numérotation téléphonique commun à 20 pays en Amérique du Nord.
AT&T a développé ce plan de numérotation en 1947 pour simplifier et faciliter les communications locales et longue-distance. Sa mise en œuvre a débuté en 1951.
L'Union internationale des télécommunications (UIT) a attribué l'indicatif pays « 1 » à la zone NANP. Le NANP suit la recommandation E.164 qui fixe les standards internationaux en matière de plans de numérotage téléphoniques.

## Zone 1
Les États-Unis et le Canada représentent l'essentiel des habitants et donc des numéros de téléphone de cette zone. Dans ces deux pays, le préfixe « 1 » est suivi d'un code régional constitué de 3 chiffres dont on peut trouver la liste sur la page 
 Liste des indicatifs régionaux du plan de numérotation nord-américain.
Les autres indicatifs correspondent à certaines parties des Caraïbes et à trois îles du Pacifique.
| Indicatif                | Pays                            |
| ------------------------ | ------------------------------- |
| +1-264                   | Anguilla                        |
| +1-268                   | Antigua-et-Barbuda              |
| +1-242                   | Bahamas                         |
| +1-246                   | Barbade                         |
| +1-441                   | Bermudes                        |
| +1                       | Canada                          |
| +1-345                   | Îles Caïmans                    |
| +1-767                   | Dominique                       |
| +1                       | États-Unis                      |
| +1-473                   | Grenade                         |
| +1-671                   | Guam                            |
| +1-876                   | Jamaïque                        |
| +1-670                   | Îles Mariannes du Nord          |
| +1-664                   | Montserrat                      |
| +1-787 et +1-939         | Porto Rico                      |
| +1-809, +1-829 et +1-849 | République dominicaine          |
| +1-869                   | Saint-Christophe-et-Niévès      |
| +1-758                   | Sainte-Lucie                    |
| +1-784                   | Saint-Vincent-et-les-Grenadines |
| +1-684                   | Samoa américaines               |
| +1-721                   | Sint Maarten                    |
| +1-868                   | Trinité-et-Tobago               |
| +1-649                   | Îles Turques-et-Caïques         |
| +1-340                   | Îles Vierges des États-Unis     |
| +1-284                   | Îles Vierges britanniques       |

## Numérotation
Les numéros NANP ont dix chiffres consistant en :
- un préfixe local à trois chiffres (appelé indicatif régional), attribué par le plan de numérotage local (NPA)
- et un numéro d'abonné à sept chiffres.

Le format des numéros se présente donc généralement sous la forme suivante : N..-N..-.... où N représente un chiffre de 2 à 9, et . un chiffre de 0 à 9.
Les nombres suivants ne peuvent pas être utilisés comme indicatifs régionaux puisqu'ils sont réservés aux usages suivants :
- 211 pour les services d'information et de référence communautaires ;
- 311 pour les services de police non-urgents et les autres services gouvernementaux ;
- 411 pour l'assistance annuaire ;
- 511 pour les services d'information sur le trafic et les transports (aux États-Unis) et pour les services d'information météorologique et les services d'information aux voyageurs (au Canada) ;
- 555 dans les œuvres de fiction ;
- 611 pour le service à la clientèle du fournisseur de téléphonie cellulaire ;
- 711 pour les malentendants ;
- 811 pour les services d'information lors d'excavation pour protéger les pipelines et les autres réseaux d'utilité publique (aux États-Unis) et pour les services non-urgents de télétriage de santé (Info-Santé au Québec) ;
- 911 pour les urgences (police, ambulance, pompier) ;
- 800, 833, 844, 855, 866, 877 et 888 pour les numéros de téléphone accessibles sans frais ;
- 900 et 976 pour les services payants tarifés à la minute ou à l'appel.